# گیمیگلا چولی
گیممیگلا چولی (به انگلیسی: Gimmigela Chuli) یک کوه در هند است که در India–Nepal border واقع شده‌است. گیممیگلا چولی ۷٬۳۵۰ متر بالاتر از سطح دریا واقع شده‌است.